# Chromidotilapiini
Chromidotilapiini – plemię ryb z rodziny pielęgnicowatych (Cichlidae) obejmujące afrykańskie gatunki zgrupowane w rodzajach:
- Benitochromis Lamboj, 2001
- Chromidotilapia Boulenger, 1898
- Congochromis Stiassny & Schliewen, 2007
- Divandu Lamboj & Snoeks, 2000
- Enigmatochromis Lamboj, 2009
- Limbochromis Greenwood, 1987
- Nanochromis Pellegrin, 1904
- Parananochromis Greenwood, 1987
- Pelvicachromis Thys van den Audenaerde, 1968
- Teleogramma Boulenger, 1899
- Thysochromis Daget, 1988
- Wallaceochromis Lamboj, Trummer & Metscher, 2016[3]

Typem nomenklatorycznym plemienia jest Chromidotilapia.